# Jami Gertz
Pour les articles homonymes, voir Gertz.
Jami Gertz est une actrice américaine, née le 28 octobre 1965 à Chicago, dans l'Illinois (États-Unis).

## Biographie
Jami Gertz a été découverte dans un casting d’échelle nationale par Norman Lear, elle a étudié le théâtre à l’Université de New York (NYU).
Gertz a fait ses débuts au cinéma en 1981 dans le film Un amour sans fin (Endless Love). Lequel a été suivi par un rôle de covedette dans la série télévisée Square Pegs (1982-1983) aux côtés de Sarah Jessica Parker. Après son annulation, elle est apparue dans le film Seize Bougies pour Sam (Sixteen Candles) en 1984. Elle a attiré l’attention avec l’un des rôles principaux de Moins que zéro. Elle y interprète l’amie d’un toxicomane joué par Robert Downey Jr. En 1987, elle a également joué dans le film Génération perdue (The Lost Boys) aux côtés de Kiefer Sutherland et Jason Patric.
Après avoir travaillé à Paris comme créatrice de parfums chez Lanvin, Gertz retourne aux États-Unis et décroche un second rôle dans Twister (1996), un blockbuster après d’autres films tels que Les Guerriers du soleil (1986), Crossroads (1986), Une chance pour tous (1989) avec Kirk Cameron et Jersey Girl (1992). En 1994, elle apparaît dans un épisode de Seinfeld, -The Stall-. En 1997, Gertz a un rôle récurrent dans la série Urgences (ER), elle y interprète le Dr. Nina Pomerantz. Elle a décliné le rôle de Rachel Green pendant la pré-production de Friends.
En 2000, Gertz devient Kimmy Bishop, la petite amie de John Cage dans la série Ally McBeal. Elle est nommée pour un Emmy dans la catégorie ‘Outstanding Guest Actress in a Comedy Series’. Elle sera de retour en guest star dans le dernier épisode en 2002.
Toujours en 2002, elle interprète Gilda Radner dans le téléfilm Perdus dans la tempête. Le personnage de Jami Gertz dans Une famille presque parfaite (Still Standing), Judy Miller, est nommé d’après un personnage que Radner jouait dans le Saturday Night Live.
Gertz apparaît dans un épisode d’Arnold et Willy avec Andrew Dice Clay. Elle a également eu un rôle récurrent dans The Facts of Life en jouant un camarade de Blair, à l’école Boots St. Clair. En 2003, Gertz interprète Brandy, la petite amie d’un criminel recherché, dans Undercover Christmas. Et en 2005, elle a le rôle principal dans le téléfilm Fighting the Odds : The Marilyn Gambrell Story.
En 2009-2010, Jami a un rôle récurrent en tant que Marlo Klein, épouse d’Andrew Klein, le nouveau partenaire financier d’Ari Gold, dans la série d’HBO Entourage. En 2011, elle réapparaît à la télévision dans un épisode de Modern Family puis revient dans la comédie The Neighbors, dans le rôle de Debbie Weaver.
En 2011, elle produit le film A Better Life, nommé aux Academy Awards.
Mariée à l'homme d'affaires Tony Ressler (en), le couple détient entre autres l'équipe NBA des Atlanta Hawks. Avec une fortune estimée à 3,2 milliards de dollars, elle est l'artiste la plus riche du monde.

## Filmographie

### Cinéma
- 1981 : On the Right Track : Big Girl
- 1981 : Un amour infini (Endless Love) : Patty
- 1984 : Alphabet City : Sophia
- 1984 : Seize Bougies pour Sam (Sixteen Candles) de John Hughes : Robin
- 1985 : Mischief (en) de Mel Damski : Rosalie
- 1986 : À toute vitesse : Terri
- 1986 : Crossroads de Walter Hill : Frances
- 1986 : Les Guerriers du soleil (Solarbabies) : Terra
- 1987 : Génération perdue (The Lost Boys) : Star
- 1987 : Neige sur Beverly Hills (Less Than Zero) : Blair
- 1989 : Une Chance pour tous (Listen to Me) de Douglas Day Stewart : Monica Tomanski
- 1989 : Silence Like Glass (Zwei Frauen) de Carl Schenkel : Eva Martin
- 1989 : Flic et Rebelle (Renegades) : Barbara
- 1990 : Un look d'enfer (Don't Tell Her It's Me) : Emily Pear
- 1990 : L'amour dans de beaux draps (Sibling Rivalry) : Jeanine
- 1992 : Jersey Girl : Toby
- 1996 : Twister de Jan de Bont : Dr. Melissa Reeves
- 1999 : Seven Girlfriends : Lisa
- 2001 : Lip Service : Kat
- 2006 : Keeping Up with the Steins de Scott Marshall : Joanne Fiedler

### Télévision
- 1982-1983 : Square Pegs (série télévisée) : Muffy Tepperman
- 1983 : Arnold et Willy (Diff'rent Strokes) (série télévisée) : Lindsey
- 1983 : For Members Only (Téléfilm) : Monica Mitchell
- 1983-1984 : Drôle de vie (The Facts of Life) (série télévisée) : Boots St. Claire
- 1984 : Sacrée Famille (Family Ties) (série télévisée) : Jocelyn Clark
- 1984 : Dreams (série télévisée) : Martha Spino
- 1991-1992 : Sibs (série télévisée) : Lily Ruscio
- 1994 : Seinfeld (série télévisée) : Jane
- 1994 : Un amour oublié (This Can't Be Love) (Téléfilm) : Sarah
- 1994 : Related by Birth (Téléfilm) : Lily
- 1994 : Dream On (série télévisée) : Jane Harnick, Kidnappeuse #2
- 1995 : Hudson Street (série télévisée) : Allison
- 1997 : Urgences (ER) (série télévisée) : Dr. Nina Pomerantz
- 2001 : True Love (Téléfilm)
- 2000-2002 : Ally McBeal (série télévisée) : Kimmy Bishop
- 2002 : Gilda Radner: It's Always Something (Téléfilm) : Gilda Radner
- 2002-2006 : Une famille presque parfaite (Still Standing) (série télévisée) : Judy Miller
- 2003 : L'amour en cadeau (Undercover Christmas) (Téléfilm) : Brandi O'Neill
- 2005 : Fighting the Odds: The Marilyn Gambrell Story (Téléfilm) : Marilyn Gambrell
- 2006 : Shark (série télévisée) : Sara Metcalfe
- 2007 : Perdus dans la tempête (Lost Holiday: The Jim & Suzanne Shemwell Story) (Téléfilm) : Suzanne Shemwell
- 2009-2010 : Entourage (série télévisée) : Marlo Klein
- 2011 : Modern Family (série télévisée) : Laura
- 2012 : The Neighbors (série télévisée) : Debbie Weaver

## Voix françaises
- Dorothée Jemma dans :
  - Ally McBeal (2000-2002)
  - L'amour en cadeau (2003)
  - Shark (2006)

Mais aussi :
- Laurence Crouzet dans Génération perdue (1987)
- Agathe Mélinand dans Neige sur Beverly Hills (1987)
- Maïk Darah dans Flic et rebelle (1989)
- Virginie Ledieu dans L'Amour dans de beaux draps (1990)
- Françoise Cadol dans Twister (1996)
- Zaïra Benbadis dans Une famille presque parfaite (2002-2006)
- Claire Guyot dans Perdus dans la tempête (2006)